# Mosogno
Mosogno  är en ort i kommunen Onsernone i kantonen Ticino, Schweiz. 
Mosogno var tidigare en självständig kommun, men 10 april 2016 gick Mosogno och fyra andra kommuner ihop i kommunen Onsernone.